# Nyilvános kulcsú rejtjelezés
A nyílt/nyilvános kulcsú rejtjelezés vagy titkosítás, más néven aszimmetrikus kulcsú titkosítás egy olyan kriptográfiai eljárás neve, ahol a felhasználó egy kulcspárral – egy nyilvános és egy titkos kulccsal rendelkezik. A titkos kulcs titokban tartandó, míg a nyilvános kulcs széles körben terjeszthető. A kulcsok matematikailag összefüggnek, ám a titkos kulcsot gyakorlatilag nem lehet meghatározni a nyilvános kulcs ismeretében. Egy, a nyilvános kulccsal kódolt üzenetet csak a kulcspár másik darabjával, a titkos kulccsal lehet visszafejteni.
1975-ben Diffie és Hellman egy forradalmian új titkosítási eljárást publikáltak.
Ebben a titkosításban a titkosító (T) és a megfejtő (M) kulcsok – melyek egy-egy függvényt takarnak s egymás inverzei – közül T-t nyilvánosságra hozzuk, M-et pedig titokban tartjuk, ráadásul minden félnek saját T és M „függvényei” vannak.
1997-ben hozták nyilvánosságra, hogy a hidegháború idején, már 1969-ben ismert volt ez az eljárás, amit James H. Ellis, Clifford Cocks és Malcolm J. Williamson dolgoztak ki az Egyesült Királyságban a GCHQ berkein belül,

## Az eljárás biztonsága
Bár Diffie és Hellman eljárása képtelen ötletnek hangzik, hiszen ha az egyik irányban ismeri valaki az eljárást, akkor a másik irányban is meg tudja adni azt, mégis látni fogjuk hogy ez nem minden esetben van így. Elvonatkoztatva a matematikától, vegyük ezt a példát:
Elméletben egy angol–magyar szótár – a T függvény – használható magyar–angol szótárként. Ha mondjuk az ablak szó jelentését akarjuk megtalálni, elég csak sorra nézni az angol–magyar szótárunk (ábécérendben szereplő) angol szavait, amíg a magyar jelentések között fel nem bukkan az ablak kifejezés. Mivel ez a window-nál fog csak bekövetkezni, rájöhetünk, hogy egy magyar–angol szótár – az M függvény – is kéne a legközelebbi „fordításhoz”.
Ezek után érthető, hogy a T kulcs nyilvános ismerete mellett is az M kulcs egyedül az illetékes személy titka maradjon. Ugyanakkor az összefüggés is nyilvánvaló, hogy a szótár pár összefüggenek, így az egyikből előállítható a másik. A szótárral ellentétben azonban a használatban lévő, pl. a legelterjedtebb RSA-eljárással készült 2048 bites kulcsok „feltörése” szuperszámítógépekkel is több ezer évig tartana, és még kvantumszámítógéppel való feltörhetősége is várhatóan csak a 21. század vége felé képzelhető el a mai (2023) fejlődési ütem szerint.

## A nyilvános kulcsú titkosítás módszere
Minden szereplő elkészít magának egy T,M kulcspárt, melyek egymás inverzei. A T kulcsot nyilvánosságra hozza, az M kulcsot viszont titokban tartja. Legyen A kulcspárja {\displaystyle \ T_{A},M_{A}}, a B kulcspárja pedig {\displaystyle \ T_{B},M_{B}}. Ekkor A az {\displaystyle \ u} üzenet helyett a {\displaystyle \ v=T_{B}(M_{A}(u))} értéket küldi el B-nek, aki ezt a következőképpen fejti meg: {\displaystyle \ u=T_{A}(M_{B}(v))}.
Lássuk hogyan működik (valóban helyesen) ez az eljárás
{\displaystyle \ T_{A}(M_{B}(v))=T_{A}(M_{B}(T_{B}(M_{A}(u))))=} az inverz függvények miatt
{\displaystyle \ =T_{A}(M_{A}(u))=u}.
Magyarázat: A a {\displaystyle \ v} kiszámításához szükséges {\displaystyle \ M_{A}} függvényt ismeri, a nyilvános {\displaystyle \ T_{B}} függvényt pedig tudja, mivel az nyilvánosan ismert. B-nél hasonló a helyzet {\displaystyle \ M_{B}}-vel és {\displaystyle \ T_{A}}-val.

## A titkosítás alapkövetelményei
A nyilvános kulcsú titkosításban is teljesül a titkosítás két alapkövetelménye, miszerint A üzenetét csak B érti meg, illetve, hogy egy tetszőleges harmadik C fél nem küldhet hamis üzenetet A nevében B-nek, hiszen csak A ismeri a kódoláshoz szükséges {\displaystyle \ M_{A}}-t.
Emellett nincs szükség előzetes kulcsegyeztetésre, és mindenki használhatja ugyanezeket a kulcsait másokkal történő levelezésben is. Végül A és B között sem merülhet fel vita az üzenetről, mert a hamisíthatatlan elektronikus aláírásként működő {\displaystyle \ M_{A}} akár bíróság előtt is bizonyíthatja az üzenet valódiságát.

## A titkosító kulcsok
Diffie és Hellman rendszerének megvalósításához tehát olyan T,M kulcspárokra van szükség, melyeknél T ismeretében M visszafejtése nagyon bonyolult, ideális esetben lehetetlen.
1976-ban Rivest, Shamir és Adleman a nyílt kulcsú titkosítás elvéhez fejlesztette ki az azóta is népszerű, s elterjedt RSA titkosítási módszert, illetve Philip R. Zimmermann a PGP eljárást.